# Франц Цизар
Франц Цизар (Беч, 28. новембар 1908 — Источни фронт, датум смрти није познат) био је аустријски фудбалер чија је каријера трајала од 1926. до 1938. године.

## Клупска каријера
Цизар је играо за неколико аустријских клубова пре него што се преселио у иностранство у Мец.

## Репрезентација
Његов најистакнутији тренутак догодио се током Светског првенства у фудбалу 1934. године, када је био члан фудбалске репрезентације Аустрије.

## Трофеји
- Куп Аустрије (1):
  - 1931